# Витвицкий, Степан Порфирович
Степан Порфирович Витвицкий (укр. Степан Порфирович Витвицький; род. 13 марта 1884, с. Угорники, Королевство Галиции и Лодомерии, Австро-Венгрия — 9 октября 1965, Нью-Йорк, США) — украинский политический деятель, журналист, член УНДП. В 1918 г. — член Национального Совета ЗУНР. Был одним из организаторов воссоединения УНР и ЗУНР 22 января 1919 г. Позднее — государственный секретарь иностранных дел, глава миссии ЗУНР в Париже и Лондоне. В 1925—1939 гг. — деятель УНДО. С 1954 г. — «президент УНР в изгнании» (сменил в этой должности А. Ливицкого, преемником стал Н. Ливицкий), заместителем был писатель Иван Багряный.
Умер 9 октября 1965 года в Нью-Йорке, похоронен на украинском православном кладбище в Саут-Баунд-Брук, штат Нью-Джерси.

## Память
В честь Степана Витвицкого названы улицы в Киеве, Ивано-Франковске.
В октябре 2022 года улица Михаила Лермонтова в городе Дрогобыче была переименована в улицу Степана Витвицкого.